# كافل (اسم)
كافل هو اسم علم مذكر من أصل عربي، ومعناه هو المعيل العائل القائم بأمر غيره القائم بأمر اليتيم الضامن المحالف المعاهد.

## وصلات خارجية
- موسوعة السلطان قابوس لأسماء العرب نسخة محفوظة 5 أبريل 2019 على موقع واي باك مشين.